# Seniorlån
Seniorlån var ett lån som erbjöds av flera svenska banker mellan 2005 och 2016 då den sista banken, Swedbank, lade ner produkten. Det var ett lån till äldre personer, ofta 60+, med villa eller bostadsrätt som säkerhet där kunden, till skillnad från vanliga bolån, varken betalade någon ränta eller amortering under lånets löptid, ca 10 år. I stället lämnades en ytterligare kredit för räntorna. Det ursprungliga lånebeloppet och den utnyttjade krediten för räntorna betalades tillbaka i samband med att lånet löses.
En annan form av lån till äldre, som ibland felaktigt benämns "seniorlån", är så kallad kapitalfrigöringskredit, efter engelskans Equity Release, utformad med internationellt vedertagna konsumentskyddsegenskaper. Ingen amortering görs och räntan läggs löpande till skulden och betalas i samband med lösen av lånet. En kapitalfrigöringskredit utmärks särskilt av att den löper utan tidsbegränsning dvs livslångt (om inte kunden väljer att lösa det tidigare) och att den omfattas av en garanti som innebär att låntagaren aldrig blir skyldig mer än vad den pantsatta bostaden inbringar vid en försäljning.

## Jämförelser av villkor och riskbild
Villkoren varierar mellan olika långivare. Konsumenternas Bank- och finansbyrå har gjort en jämförelse mellan de varianter som finns kvar.
Även Pensionsmyndigheten har gjort en genomgång av vad ett seniorlån är och vad en konsument bör tänka på vad gäller ett seniorlån.